# Филатијера
Филатијера (итал. Filattiera) је насеље у Италији у округу Маса-Карара, региону Тоскана.
Према процени из 2011. у насељу је живело 830 становника. Насеље се налази на надморској висини од 154 м.

## Становништво
Према резултатима пописа становништва 2011. у општини је живело 2.361 становника.
| 1936. | 1951. | 1961. | 1971. | 1981. | 1991. | 2001. | 2011. |
| ----- | ----- | ----- | ----- | ----- | ----- | ----- | ----- |
| 4.769 | 4.569 | 3.785 | 3.064 | 2.765 | 2.583 | 2.474 | 2.361 |